# Gramais
Gramais è un comune austriaco di 51 abitanti nel distretto di Reutte, in Tirolo. È il comune austriaco meno popoloso.